# بهمن جان سفلي
بهمن جان سفلي (بالفارسية: بهمن جان سفلی) هي مستوطنة تقع في قسم رادكان الريفي (مقاطعة تشناران) في إيران. يقدر عدد سكانها بـ 79 نسمة بحسب إحصاء 2016.